# Dennis Conner
Dennis Conner, född den 16 december 1942, är en professionell seglare från San Diego, USA. Han har seglat om America's Cup ett flertal gånger med varierande framgång. 1983 blev han känd som den förste amerikan som förlorade America's Cup då hans Liberty besegrades knappt av Australia II. Dennis Conner tog dock revansch i följande America's Cup som seglades i Fremantle, Australien, då hans Stars & Stripes, som seglade för San Diego Yacht Club, besegrade försvarande Kookaburra III.